# Laekenois
A laekenois, a belga juhászkutyafajták egyike,  a belga Henrietta belga királyné kedvenc kutyája volt, ezért fajtaneve is az ő kastélyának (Château de Laeken) nevét őrzi. A laekenoist 1897-ben ismerték el Belgiumban.

## Testfelépítése
Különleges megjelenésű, jó felépítésű eb. Durva drótszőrzete vörösesbarna színű, mely fekete mintákkal van keverve. Feje hosszúkás. Szeme kissé mandula alakú, sötétbarna színű. Füle feláll. Törzse téglalapba rajzolható. Végtagjai egyenesek, izmosak, párhuzamosak. Farka közepes hosszúságú, lelóg, a hegye kissé fölfelé hajlik. Bundája szálkás szőrű, durva, borzas, kb. 6 cm hosszú. Színe a rőttől a feketéig szinte az egész színskálát felöleli.

## Vérmérséklete
A laekenois értelmes, éber, eleven, szívós és bátor fajta, amely nagyon szeret dolgozni. Rendkívül kitartó. A családjához erősen kötődik és végtelenül hűséges, a nemkívánatos személyek ellen vadul megvédi őket és tulajdonukat is. Olykor kissé hatalmaskodó és makacs. A laekenois általában jól kijön a gyerekekkel. Más kutyákkal szemben olykor kissé domináns módon viselkedik. A macskákhoz és egyéb háziállatokhoz már egészen kicsi korától kezdve hozzá kell szoktatni, hogy el lehessen kerülni a későbbi problémákat. A hívatlan vendégeket megállítja, s eleinte a meghívottakkal szemben is gyanakvó. Ez a kutya hajlandó bárkivel összebarátkozni.

## Megjegyzés
Nemcsak nyájak, hanem lenföldek őrzésére is használták. A vászonkészítés nagyon elterjedt volt Antwerpen környékén, azon a helyen, ahonnan a fajta származik. A learatott lent, amit mezőn hagytak fakulni, őrizették a kutyákkal.

## Méretei
- Marmagasság: 56–66 cm
- Testtömeg: 28 kg
- Alomszám: 6-8 kölyök
- Várható élettartam: 12-14 év

## Külső hivatkozások
- Video a  fajtárol
- Képek